# Onglavikbleikja
Onglavikbleikja est une île norvégienne du comté de Hordaland appartenant administrativement à Bømlo.

## Description
Rocheuse et couverte d'arbres, à fleur d'eau, elle s'étend sur environ 176 m de longueur pour une largeur approximative de 97 m. Elle compte une habitation en son centre.